# Miroslav Votava
Miroslav "Mirko" Votava (Praag, 25 april 1956) is een Duits voormalig voetballer en huidig voetbaltrainer.
Votava was een verdedigende middenvelder met uithoudingsvermogen en tactische kennis. Hij speelde 546 wedstrijden in de Bundesliga (vierde in de lijst aller-tijden op het moment van zijn pensionering). Het grootste deel van zijn professionele carrière werd doorgebracht bij Werder Bremen − waarmee hij in totaal vijf titels won − en bij Borussia Dortmund (8 jaar).
Votava vertegenwoordigde West-Duitsland op het EK 1980.

## Clubcarrière

### Borussia Dortmund / Atlético
Votava werd geboren in Praag (Tsjecho-Slowakije) en begon met voetballen bij het lokale ASVS Dukla Praag. Zijn ouders verlieten het land tijdens de Praagse Lente en vestigden zich in eerste instantie in Australië en later in West-Duitsland in de stad Witten. Hij speelde van 1968 tot 1973 in de jeugd van de plaatselijke VfL Witten. Hij begon met het spelen van professioneel voetbal met Borussia Dortmund in 1974, uitkomend in de 2. Bundesliga.
Votava was vanaf het begin een onbetwiste starter en speelde in zijn eerste seizoen 22 wedstrijden waarin hij 3 keer wist te scoren.
Hij speelde meer dan 200 wedstrijd voor de club waarna Atlético Madrid hem voor 58 miljoen peseta's naar Spanje haalde. Gedurende alle seizoenen bij de Spanjaarden eindigde Votava in de top 4 in de competitie en in 1985 won hij de Copa del Rey ten koste van Athletic Bilbao.

### Werder Bremen
Votava keerde op 29-jarige leeftijd terug naar West-Duitsland om aan de slag te gaan bij Werder Bremen. Hij speelde uiteindelijk 11 seizoenen lang voor Die Grün-Weißen. Hoogtepunten waren het winnen van de Europacup II 1991/92  en twee landstitels. Op 24 augustus 1996 werd Votava met zijn 40 jaar en 121 dagen de oudste doelpuntenmaker in de Bundesliga. Desondanks werd er met 1−2 verloren van VfB Stuttgart.
In de transferperiode in januari 1997 verliet de destijds 40-jarige Votava Werder Bremen om zijn carrière af te bouwen bij VfB Oldenburg, uitkomend in de 2. Bundesliga. Aan het einde van het seizoen kondigde hij zijn pensioen aan.
Votava ging vervolgens het trainersvak in en begon bij zijn laatste club Oldenburg, waarna hij aan de slag ging bij SV Meppen beide uitkomend in de regionale competities. Van eind 2002 tot begin 2004 was hij eindverantwoordelijke bij 2. Bundesligaclub 1. FC Union Berlin. In 2004 keerde hij terug bij Werder Bremen waar hij aan de slag ging als jeugdtrainer.

## Interlandcarrière
Votava koos ervoor het West-Duits voetbalelftal te gaan vertegenwoordigen en maakte zijn debuut op 21 november 1979 in de met 3−1 gewonnen oefenwedstrijd tegen Sovjet-Unie.
Hij speelde later nog vier interlands, waaronder een groepsfase wedstrijd op het EK 1980.

## Erelijst

### Club
Werder Bremen
- Europacup II: 1991/92
- Bundesliga: 1987/88, 1992/93
- DFB-Pokal: 1990/91, 1993/94; Runner-up 1988/89, 1989/90

 Atlético Madrid
- Copa del Rey: 1984/85

### Internationaal
West-Duitsland
- Europees kampioenschap: 1980